# Längerfristiges Refinanzierungsgeschäft
Bei längerfristigen Refinanzierungsgeschäften (auch: Basistender; abgekürzt LRGs, englisch longer-term refinancing operations, LTRO) handelt es sich im Bankwesen um eine Art  geldpolitischer Transaktionen der Europäischen Zentralbank (EZB). Die Geschäfte zählen zu den so genannten Offenmarktgeschäften und werden demgemäß auf Initiative der EZB durchgeführt.

## Allgemeines
Im Jahr 2006 machten längerfristige Refinanzierungsgeschäfte im Tagesdurchschnitt etwa 20 Prozent des gesamten Refinanzierungsvolumens aus. Sie werden von der Europäischen Zentralbank zum einen regelmäßig (monatlich) mit einer Laufzeit von drei Monaten angeboten; im Zuge der Finanz- und Eurokrise bot die EZB darüber hinaus auch in unregelmäßigen Abständen Geschäfte mit längeren Laufzeiten von sechs, zwölf oder 36 Monaten an (siehe weiter unten).
Ebenso wie ihre kurzfristigen Pendants, die wöchentlich angebotenen Hauptrefinanzierungsgeschäfte mit einwöchiger Laufzeit, werden auch längerfristige Refinanzierungsgeschäfte entweder als Pensionsgeschäfte oder mittels Lombardkrediten realisiert. Bei der Abwicklung als (echtes) Pensionsgeschäft müssen die Geschäftsbanken Vermögenswerte als Kreditsicherheiten an die EZB übertragen, wobei gleichzeitig der Rückkauf am Ende der Laufzeit vereinbart wird (Repo-Transaktion); im Falle von Lombardkrediten besteht lediglich ein durchsetzbarer Anspruch, bei einem Zahlungsausfall des Schuldners (der Geschäftsbank) auf Vermögenswerte von diesem zugreifen zu können. Welches Verfahren zur Anwendung kommt, hängt von den Gepflogenheiten der jeweiligen nationalen Zentralbank ab, über welche die Transaktion abgewickelt wird. Als absichernde Vermögenswerte kommen in jedem Fall nur notenbankfähige Sicherheiten in Frage; zudem nimmt die Europäische Zentralbank unterschiedliche Abschläge (englisch haircuts) in Abhängigkeit vom Rating der Wertpapiere vor.
Längerfristige Refinanzierungsgeschäfte sind somit liquiditätsverbessernd.

## Euroschuldenkrise
Vor dem Hintergrund der Eurokrise wurden durch die EZB mehrere längerfristige Refinanzierungsgeschäfte durchgeführt, um den Normalisierungsprozess und das Funktionieren des Euro-Geldmarktes zu unterstützen. Die längerfristigen Refinanzierungsgeschäfte, auch mit dem Schlagwort „Dicke Berta“ bezeichnet, vom 21. Dezember 2011 und vom 29. Februar 2012 wurden als Tender mit der langen Frist von drei Jahren durchgeführt. Die Banken zahlen nach Fälligkeit einen Zins, der dem durchschnittlich während der Laufzeit herrschenden EZB-Hauptrefinanzierungssatz („Leitzins“) entspricht. Zum Zeitpunkt der Zuteilung der dreijährigen Basistender betrug dieser Leitzins 1,00 Prozent. Nach einem Jahr, Anfang 2013, machten Banken von der Möglichkeit Gebrauch, diese langfristig gewährten Kredite von rund einer Billion Euro vorzeitig zurückzuzahlen. Insgesamt wurden reichlich 20 % oder mehr als 200 Mrd. Euro im Januar/Februar 2013 zurückgezahlt.
Eine von einigen Beobachtern und Entscheidungsträgern vorgebrachte Erwartung bestand darin, dass Banken die Kredite der EZB dazu verwenden könnten, um höher verzinsliche Staatsanleihen zu kaufen mit dem Ziel, einen Gewinn aus der Zinsdifferenz zu erzielen. Der französische Staatspräsident Nicolas Sarkozy hatte in Bezug auf die Ausweitung dieser Krisenhilfen der EZB erklärt: „Das bedeutet, dass jetzt jeder Staat zu seinen Banken gehen kann, die Liquidität zu ihrer Verfügung haben werden.“ In Anlehnung an Sarkozy wird für die Hypothese in der Umgangssprache hin und wieder auch die Bezeichnung „Sarkozy-Trade“ oder „Sarko-Trade“ verwendet.

## Gezielte längerfristige Refinanzierungsgeschäfte
Der EZB-Rat beschloss im Juni 2014, die Kreditvergabe von Banken im Euro-Raum durch gezielte längerfristige Refinanzierungsgeschäfte (GLRG, englisch Targeted longer-term refinancing operations)) zu unterstützen, um die Preisstabilität zu gewährleisten. Im Rahmen von GLRG-I wurden insgesamt 432 Mrd. EUR bereitgestellt, die bis zum September 2018 zurückgezahlt werden mussten. Im März 2016 wurde eine zweite Reihe von gezielten längerfristigen Refinanzierungsgeschäften (GLRG-II) beschlossen, die dazu beitragen sollten, dass die Inflationsraten wieder ein Niveau von unter, aber nahe 2 % erreichen. Im März 2019 wurde eine dritte Reihe (GLRG-III) mit dem gleichen Ziel beschlossen. Hiernach wurde der Beschluss so geändert, dass die dritte Reihe (GLRG-III) bis Dezember 2021 durchgeführt wird.
Die zu zahlenden Zinsen ergeben sich in der Regel wiederum aus dem durchschnittlichen Hauptrefinanzierungssatz. Von Juni 2020 bis Juni 2022 ist der maximale Zinssatz jedoch 0,5 Prozentpunkte geringer als der durchschnittliche Hauptrefinanzierungssatz; unter Umständen ist er noch geringer.